# Matthias Tschrepitsch
Matthias Tschrepitsch (* 25. März 1999 in Korneuburg) ist ein österreichischer Eishockeytorwart, der zuletzt beim EK Zell am See in der Alps Hockey League unter Vertrag stand.

## Karriere

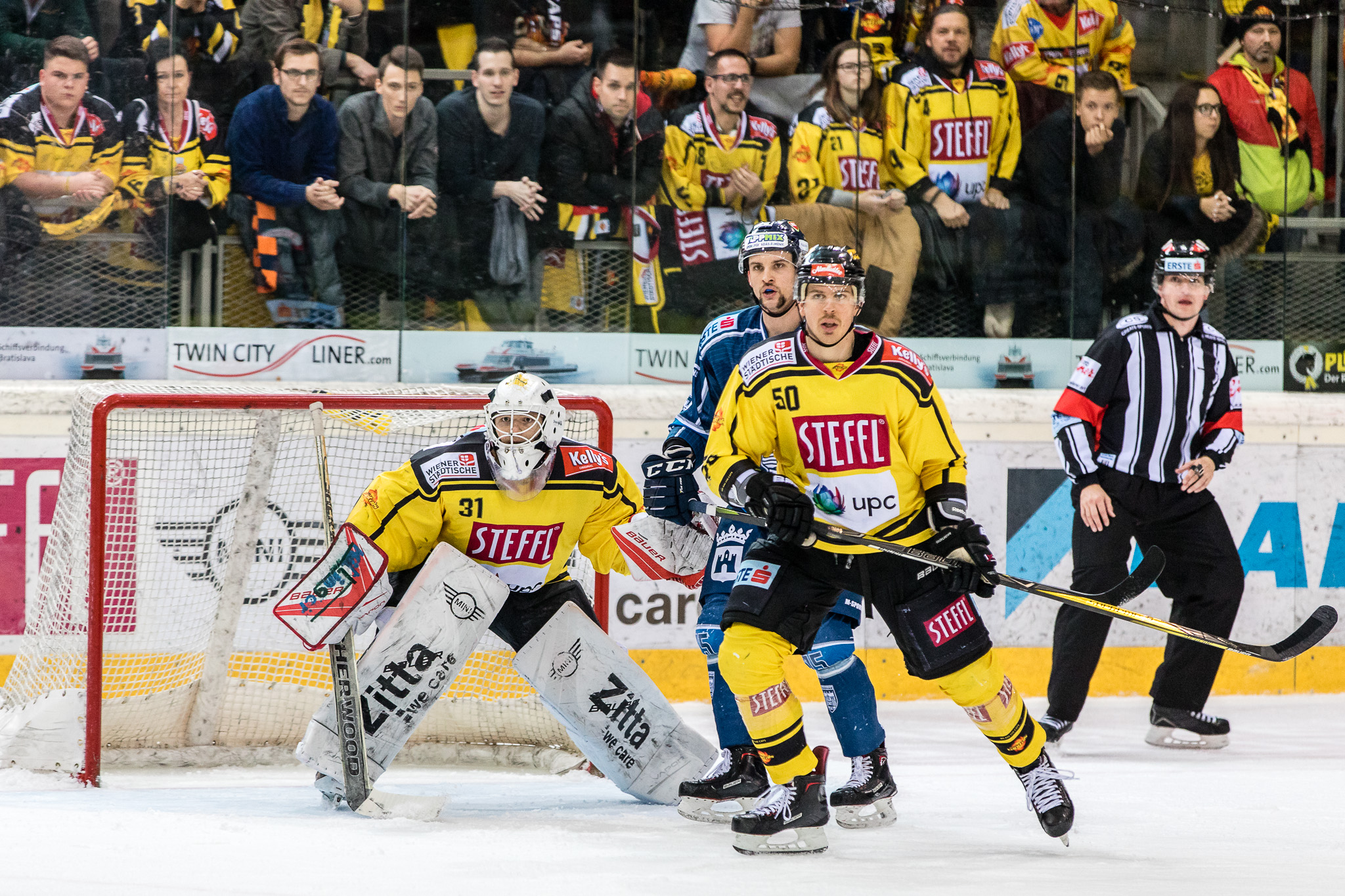
Matthias Tschrepitsch (links) in seinem ersten EBEL-Spiel gegen Fehérvár AV19, 17. November 2017

Tschrepitsch begann seine Karriere beim EV Stockerau und wechselte im Jahr 2013 in die Jugendabteilung der Vienna Capitals. Seinen ersten EBEL-Einsatz feierte er am 17. November 2017 gegen Fehérvár AV19, als er in der 35. Spielminute aufgrund einer Spieldauer-Strafe des Stammgoalies Jean-Philippe Lamoureux eingewechselt wurde.
Nach kurzem Gastspiel beim EC Bregenzerwald und dem Dornbirner EC wechselte Tschrepitsch im Februar 2020 zum EK Zell am See. Seit 2023 ist er vereinslos.

## Erfolge und Auszeichnungen
- 2017 Österreichischer U20-Meister mit den Vienna Capitals

## Karrierestatistik
(Legende zur Torhüterstatistik: GP oder Sp = Spiele insgesamt; W oder S = Siege; L oder N = Niederlagen; T oder U oder OT = Unentschieden oder Overtime- bzw. Shootout-Niederlage; Min. = Minuten; SOG oder SaT = Schüsse aufs Tor; GA oder GT = Gegentore; SO = Shutouts; GAA oder GTS = Gegentorschnitt; Sv% oder SVS% = Fangquote; EN = Empty Net Goal; 1 Play-downs/Relegation; Kursiv: Statistik nicht vollständig)